# Robert Grassin

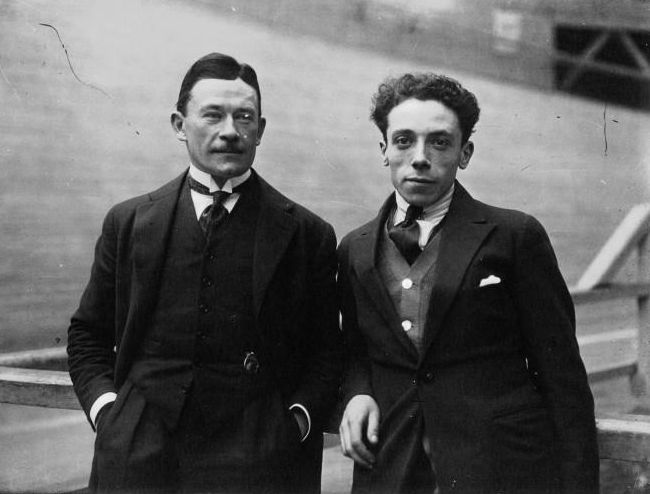
Robert Grassin (r.) mit seinem Trainer Léon Didier

Robert Grassin (* 17. September 1898 in Le Mans; † 26. Juni 1980 in Gien) war ein französischer Radrennfahrer und Weltmeister.

## Sportliche Laufbahn
Robert „Toto“ Grassin war Profi-Rennfahrer von 1921 bis 1940, nach dem Zweiten Weltkrieg versuchte er noch ein kurzes Comeback. In seinem ersten Profijahr gewann er das Straßenrennen „Criterium des Aiglons“ in Paris; 1922 nahm er an der Tour de France teil, musste aber früh aufgeben. 1924 wurde er Französischer Meister der Steher, im Jahr darauf Weltmeister. Bei den Bahn-Weltmeisterschaften 1930 wurde er Dritter bei den Stehern.

## Berufliches
1934 verkündete Grassin, dass er in Paris das Café „Chez Toto Grassin“ mit angeschlossener Fahrrad-Werkstatt in der Nähe des „Place des Ternes“  eröffnete habe, aber trotzdem weiter Rennen fahren werde. Nach dem Zweiten Weltkrieg lebte er einige Jahre in Kamerun. Dort betrieb er eine Tierfarm und war kurzzeitig auch Präsident des Radsportverbandes des Landes.